# Philippe de Monte
Philippe de Monte, též Philippus de Monte či Filip de Monte (1521, Mechelen – 4. července 1603, Praha), byl vlámský hudební skladatel pozdní renesance, který na sklonku svého života působil na dvoře Rudolfa II. v Praze.

## Život a dílo
Narodil se roku 1521 ve vlámském městě Mechelen (dnešní Belgie). Jako zpěvák a hudebník cestoval po Evropě (Itálie, Anglie, Španělsko). Později se uchytil na dvoře císaře Maxmiliána II. Habsburského ve Vídni, kde se stal dvorním kapelníkem. Po Maxmiliánově smrti přešel do služeb jeho syna, císaře Rudolfa II., s jehož dvorem pak v roce 1583 přesídlil do Prahy.
Byl velice produktivním skladatelem, zkomponoval přes 1200 madrigalů, které byly vydány ve 36 svazcích a vytištěny v nejlepších benátských tiskárnách. Kromě toho zkomponoval asi 40 mší a 50 písní na texty francouzského básníka Pierre de Ronsarda a přibližně 300 motet.
Jeho moteta, spolu s motety Palestriny a Gabrieliho tvoří vrchol hudby pozdní renesance.
Philippe de Monte zemřel 4. července 1603 jakožto maestro di cappella na pražském císařském dvoře. Pochován byl v kostele sv. Jakuba na Starém Městě pražském.